# Monaco Forever
Monaco Forever ist eine US-amerikanische Independent-Kurzfilmkomödie aus dem Jahr 1984 von William A. Levey. Jean-Claude Van Damme hatte hier seinen ersten Filmauftritt mit Namensnennung. Eine deutsche Fassung des Films wurde 2007 in der SteelBook-Edition seines Action-Filmes Until Death veröffentlicht.

## Handlung
Der amerikanische Juwelendieb Michael plant einen Raubüberfall in Monaco und begegnet dabei einigen skurrilen Personen, darunter einem homosexuellen Karatekämpfer, zwei leichtlebigen jungen Frauen und einer Nazi-Frau.